# Polyétheréthercétone
Le polyétheréthercétone, désigné par le sigle PEEK (premières lettres du mot anglais PolyEtherEtherKetone), est un polymère commercialisé en 1978 par ICI. Le PEEK appartient à la famille des polyaryléthercétones (PAEK).
Le PEEK est un thermoplastique semi-cristallin thermostable de prix élevé. Il est utilisé par exemple pour renforcer des structures en fibre de carbone ou comme revêtement de pièces mécaniques non lubrifiées, ainsi que pour des prothèses chirurgicales (notamment pour les cervicales).

## Synthèse
Les polymères PEEK sont obtenus par polymérisation par étapes par la dialkylation de sels de bisphénolates. La réaction typique inclut la 4,4'-difluorobenzophénone et le sel disodique de l'hydroquinone, qui est généré in situ par déprotonation avec le carbonate de sodium. La réaction se passe à environ 300 °C dans des solvants polaires aprotiques comme la diphénylsulfone,.